# Tupoutoʻa ʻUlukalala

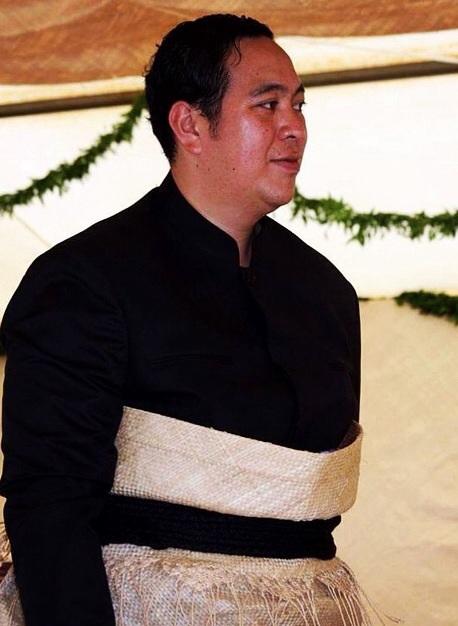
Der Kronprinz (2015)

Tupoutoʻa ʻUlukalala, in Langform Siaosi Manumataongo ʻAlaivahamamaʻo ʻAhoʻeitu Konstantin Tukuʻaho (* 17. September 1985 in Nukuʻalofa) ist der Kronprinz von Tonga. Er ist der älteste Sohn von König Tupou VI. und Königin Nanasipauʻu Tukuʻaho und seit 18. März 2012 als Kronprinz Tupoutoʻa of Tonga bekannt.

## Leben
Der Kronprinz und seine Frau haben drei Kinder, Taufaʻahau Manumataongo (* 10. Mai 2013 in Auckland, Neuseeland), Halaevalu Mataʻaho (* 12. Juli 2014 ebenda) und Nanasipauʻu Eliana (* 20. März 2018 ebenda).

### Kontroverse Hochzeit
Tupoutoʻa ʻUlukalala heiratete am 12. Juli 2012 seine Cousine zweiten Grades, Sinaitakala Fakafanua. Zur Hochzeit fanden sich 2000 geladene Gäste ein. Seine Frau steht selber auf Rang 26 der Thronfolge Tongas.
Die Hochzeit hat zu einer erneuten kontroversen Auseinandersetzung der arrangierten Ehe (teilweise auch Zwangsheirat)
zwischen dem tongaischen Adel geführt. So haben mit der Königinmutter und der Schwester von König Tupou VI. zwei hochrangige Mitglieder des Königshauses nicht an der Trauung teilgenommen. Es fiel in dem Zusammenhang innerhalb des Königshauses auch der Begriff des Inzest.

## Ehren und Auszeichnungen
Tonga
- Knight Grand Cross with Collar of the Royal Order of Pouono (KGCCP)
- Knight Grand Cross of the Order of the Crown of Tonga (KGCCT)
- Knight Grand Cross with Collar of the Order of Queen Salote Tupou III (KGCCQS)
- Recipient of the King Tupou VI Coronation Medal
- Recipient of the King George Tupou V Coronation Medal

Ausländische
- Sizilien: Großkreuz des Ordens Franz I. (Cavaliere di Gran Croce di Reale ordine di Francesco I)